# 海芋
，為天南星科海芋屬植物，是常见观赏植物，原出東南亞及澳洲原始森林，亦見諸華南及蘭嶼等地，俗称痕芋頭、狼毒（廣東）、野芋頭、山芋頭、大根芋、大蟲芋、天芋、天蒙，作为观赏植物时则称其为「滴水觀音」，这是因为如果环境湿度过大，会从它阔大的叶片上往下滴水，其花是肉穗花序，外有一大型绿色佛焰苞，开展成舟型，如同观音座像。
海芋是多年生草本，叶阔大，在中国大陆北方需在室内越冬，在南方可以露地生长，球茎和叶可以作为药用，但有劇毒，須長時間烹煮；其叶汁含有草酸鈣，可引起皮膚過敏。

## 毒性

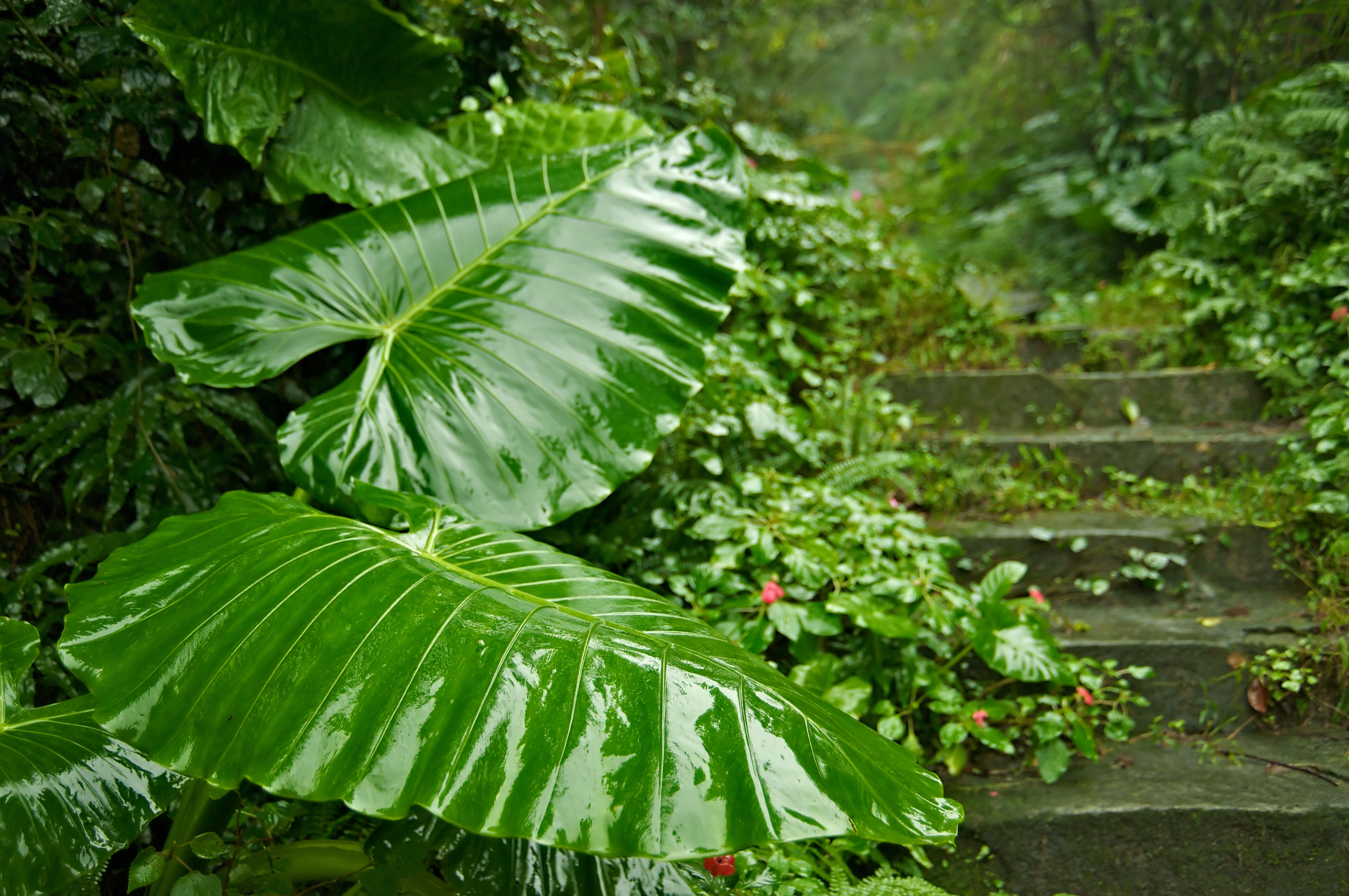
金瓜石山路旁的姑婆芋

块茎、佛焰苞及肉穗花序有毒。含草酸鈣、
氫氰酸及生物鹼。誤食會引致舌頭麻木、腫大及中樞神經中毒。皮外接觸會引致痕癢、麻木及發疹。咀嚼一小块块茎后即可引起喉部肿痛及嘴部麻痹。曾有报导，一位8岁的小女孩因嚼食花序而中毒，昏迷12小时，24小时后才恢复。